# Lincoln Financial Field
Lincoln Financial Field er et stadion i Philadelphia i Pennsylvania, USA, der er hjemmebane for NFL-klubben Philadelphia Eagles. Stadionet har plads til 68.532 tilskuere. Det blev indviet 3. august 2003, hvor det erstattede Eagles gamle hjemmebane Veterans Stadium. 